# Jesús Arias
Jesús Omar «el Tanke» Arias Domínguez (Lima, 1 de mayo de 1978) es un periodista y relator deportivo de radio y televisión peruano. Tiene un hijo llamado Gabriel Arias, alias el tren.

## Carrera
El 24 de marzo de 2011 trabajaría como profesor en el programa polideportivo de ISIL, Radio Pasión Deportiva. Luego conseguiría mayor reconocimiento al aparecer en el programa de tipo entretenimiento-deportivo El show del fútbol. En junio del 2014 fue presentado como narrador interino en del reality juvenil Esto es guerra en reemplazo de Peter Arévalo, quien se irá a Combate, que duró poco tiempo hasta ser reemplazado por Jaime Guerrero, quién sería el narrador del programa en la actualidad.
En 2016, Arias formaría parte del canal Gol Perú, encargándose de los partidos del torneo local. Condujo el programa semanal de actualizaciones Noticias Puno en ForoTV, y narró algunos partidos de la Copa América 2016 en América Televisión.
Continúa su labor en su país natal mediante la cadena de radio peruana, Radio Programas del Perú más conocido como RPP, en donde relato partidos del fútbol peruano y de la selección peruana. También ha estado en Latina Televisión donde relató algunos partidos de la Copa Movistar entre 2017 y 2018, y ha narrado algunos partidos de Rusia 2018.
En el 2019, estuvo en Panamericana Televisión narrando algunos partidos de la Liga 1 de ese año. El 25 de mayo de 2019, vuelve a Gol Perú, donde narró la derrota de Sporting Cristal contra Melgar, en la fecha 15 del Torneo Apertura 2019. [cita requerida]
En noviembre de 2024, fue convocado nuevamente por Latina Televisión para narrar la Liga Nacional Superior de Voleibol junto a Carla Rueda.